# ألبيرا
بلدية ألبيرا (بالإسبانية: Alpera) هي بلدية تقع في مقاطعة البسيط التابعة لمنطقة كاستيا لا مانتشا وسط إسبانيا.

## الديموغرافيا
بلغ عدد سكان بلدية ألبيرا 2.438 نسمة عام 2011 (وفقاً للمعهد الوطني الإسباني للإحصاء).
| 2.353 | 2.334 | 2.372 | 2.389 | 2.382 | 2.409 | 2.438 |